# Amédée Thierry
Pour les articles homonymes, voir Thierry.
Ne doit pas être confondu avec Augustin Thierry.
Amédée Simon Dominique Thierry, né le 2 août 1797 à Blois et mort le 27 mars 1873 à Paris,  est un journaliste et historien français.

## Biographie
Frère cadet d'Augustin Thierry, il commence sa vie active comme journaliste après avoir été brièvement, comme son frère, maître d'école. Par l'entremise du journal romantique d'avant-garde Le Globe, il obtient un poste d'employé de bureau. Son premier ouvrage est une brève histoire de Guyenne, paru en 1825. Trois ans plus tard, il publie le premier volume d'une Histoire des Gaulois, dans laquelle l’historien Christian Goudineau décèle en 2001 la première vision d'un Vercingétorix romantique, prélude de « Nos ancêtres les Gaulois ». L'ouvrage est accueilli très favorablement et lui permet d'obtenir, grâce au président du Conseil royaliste Martignac, une chaire d'histoire à Besançon. Toutefois, il est jugé trop libéral par le gouvernement de Charles X, qui le renvoie. Après la Révolution de 1830, cet épisode lui assure le poste de préfet de la Haute-Saône, qu'il occupe pendant huit ans, sans rien publier.
Il est président de la société d'agriculture, lettres, sciences et arts de la Haute-Saône à quatre reprises, de 1831 à 1832, de 1833 à 1834, de 1835 à 1836 puis de 1837 à 1838.
En 1838, il est nommé maître des requêtes au Conseil d'État, poste qu'il conserve par delà la Révolution de 1848 et le Coup d'État de 1851, jusqu'en 1860. Il est alors nommé sénateur, ce qui constitue pour lui une lucrative sinécure. Il gravit tous les échelons dans la Légion d'honneur, devient membre de l'Académie des sciences morales et politiques en 1841 et reçoit le grade honoraire de Doctor of Civil Law à l'Université d'Oxford en 1862. Ayant repris sa production littéraire, il contribue régulièrement à la  Revue des deux Mondes, où ses articles, qu'il retravaille par la suite pour en faire des ouvrages, ont trait essentiellement à la période de la Gaule romaine.
Il a un temps pour secrétaire Charles Canivet.
Son fils, Gilbert Augustin-Thierry, né en 1840 et mort en 1915, qui avait entamé une carrière littéraire avec des articles sur Les Révolutions d'Angleterre en 1864 et des Essais d'histoire religieuse en 1867, se consacra, par la suite, à l'écriture de nouvelles.

### Œuvres
- Histoire des Gaulois, 3 vol. (1828, 1834, 1845 ;  la 8e édition du vol. 1 parut en 1870), édition de 1828 lire en ligne sur Gallica
- Histoire de la Gaule sous l'administration romaine 3 vol. (1840-1847 ; 2e éd. en 1871)
- Histoire d'Attila, de ses fils et successeurs jusqu'à l'établissement des Hongrois en Europe (1856 ; 5e éd. en 1874)
- Tableau de l'Empire romain (1862 ; 5e éd. en 1871)
- Récits de l'histoire romaine au Ve siècle, saint Jean Chrysostôme et l'impératrice Eudoxie. La société chrétienne en Orient (1872)
- Récits de l'histoire romaine au Ve siècle : la lutte contre les Barbares et les luttes religieuses (1860 ; 2e éd. en 6 vol. en 1880)

## Source
- (en) « Amédée Thierry », dans Encyclopædia Britannica [détail de l’édition], 1911 (lire sur Wikisource).
- « Amédée Thierry », dans Adolphe Robert et Gaston Cougny, Dictionnaire des parlementaires français, Edgar Bourloton, 1889-1891 [détail de l’édition]